# ジュニア・ウェルズ
ジュニア・ウェルズ（Junior Wells, 1934年12月9日 - 1998年1月15日）は、アメリカ合衆国のブルース・シンガー、ハーモニカ奏者。本名は、エイモス・ブレイクモア。1950年代よりイリノイ州シカゴで活躍し、そのファンキーなサウンドは、ファンク・ブルースと呼ばれるサウンドの形成に寄与した。ギタリストのバディ・ガイとのデュオでの活動でも知られる。

## 来歴
テネシー州メンフィスに生まれた。リトル・ジュニア・パーカーに影響を受け、ハーモニカの腕を磨いた彼は、10代の頃シカゴへ移住した。50年代の初頭から、デイヴ・マイヤーズ、ルイス・マイヤーズ、フレッド・ビロウらとエイセズを結成して活動するようになった。1952年、リトル・ウォルターの後任としてマディ・ウォーターズのバンドに加入。エイセズとマディのバンドの活動を平行してこなすようになった。50年代後半から60年代初頭にかけて、彼はステイツ、チーフなどのレーベルにレコーディングを行った。1957年より、チーフのプロデューサーであるメル・ロンドンの提供した楽曲を次々と録音し、1960年には、彼の代表的な持ち歌のひとつとなった"Messin' With The Kid"をリリースしている。
1965年、デルマーク・レコードよりアルバムHoodoo Man Bluesをリリース。このアルバムには、バディ・ガイもセッションに加わり、シカゴ・ブルースを代表する名盤のひとつとして知られるようになった。これ以降、ガイとのデュオによる活動も目に付くようになる。1969年には、デュオ名義のアルバムBuddy and the Juniorsをリリースした。一方、ソロとしてはマーキュリー傘下のブルー・ロック、ヴァンガードなどから相次いでアルバムをリリースしている。この頃から、更にファンキーな色彩を濃くし、そのサウンドはしばしばジェイムズ・ブラウンを引き合いに出されるようになった。
1970年代には再びデルマークよりSouth Side Blues Jam (1970年)、On Tap (1975年)などをリリースした。また、バディ・ガイとのデュオとしては1970年にローリング・ストーンズのツアーでオープニングアクトを務め、同年10月にはエリック・クラプトンらと共にレコーディングを行って、この録音は1972年にアトコ・レコードからBuddy Guy & Junior Wells Play the Bluesとしてリリースされた。1975年3月には、「第2回ブルース・フェスティバル」出演のため、バディ・ガイと初来日を果たした。デュオとしては、1987年にもジャパン・ブルース・カーニバルで再度来日している。ソロでの来日は、1992年の同カーニバル、1997年のブルーノート公演がある。
1980年代以降は新作レコーディングの数は少ないものの、1990年代にはテラークと契約し、計4枚のアルバムをリリースした。また1990年には、キャリー・ベル、ジェイムズ・コットン、ビリー・ブランチらとの共演盤Harp Attack!に参加している。
1998年の映画『ブルース・ブラザース2000』にも出演し、元気な演奏を聴かせていたものの、この映画の撮影から間もない1997年8月、ガンと診断される。1997年10月に発売されたローリング・ストーンズのトリビュート盤Paint It Blue: Songs of the Rolling Stonesでは、"(I Can't Get No) Satisfaction"を歌っている。1997年秋より昏睡状態となり、1998年1月15日に亡くなった。

## ディスコグラフィー
- 1965年 Hoodoo Man Blues (Delmark)
- 1966年 It's My Life, Baby! (Vanguard)
- 1968年 Coming at You (Vanguard)
- 1968年 You're Tuff Enough (Blue Rock)
- 1969年 Live at the Golden Bear (Blue Rock)
- 1969年 Buddy and the Juniors (Blue Thumb)※
- 1970年 South Side Blues Jam (Delmark)
- 1972年 Buddy Guy & Junior Wells Play the Blues (Atco)※
- 1975年 On Tap (Delmark)
- 1977年 Blues Hit Big Town (Delmark)
- 1978年 Live In Montreux (Black And Blue)※
- 1979年 Pleading the Blues (Evidence)
- 1981年 Going Back (Isabel)※
- 1982年 Drinkin' TNT 'n' Smokin' Dynamite (Blind Pig)※
- 1990年 Harp Attack! (Alligator) with James Cotton, Carey Bell, and Billy Branch
- 1991年 Alone & Acoustic (Alligator)※
- 1992年 Undisputed Godfather of the Blues (GBW)
- 1993年 Better Off with the Blues (Telarc)
- 1995年 Everybody's Gettin' Some (Telarc)
- 1997年 Come on in This House (Telarc)
- 1997年 Live at Buddy Guy's Legends (Telarc)
- 1998年 Last Time Around - Live at Legends (Silvertone)※

※印：バディ・ガイとのデュオ名義